# Miss Parker
(Miss Parker)
M. Parker è la protagonista femminile della serie televisiva statunitense Jarod il camaleonte (The Pretender in originale), interpretata da Andrea Parker (da adulta) e da Ashley Peldon (da bambina). Miss Parker è un membro della struttura nota come Centro, dal quale ha ricevuto l'incarico di catturare Jarod, il protagonista della serie.

## Biografia del Personaggio

### Aspetto
Miss Parker è praticamente identica alla madre deceduta, Catherine Parker. È affascinante e sofisticata e contraddistinta dalla sua grande bellezza. Alta, snella, atletica e voluttuosa, spicca immediatamente per la sua prestanza, ma anche per il suo sguardo freddo e sottile. 

Il suo aspetto è rimasto invariato per la maggior parte delle stagioni. Porta sempre i capelli di colore castano, lunghi fino alle spalle, e indossa sempre completi neri, spesso di pelle, mentre altre volte tailleur e pellicce. È sempre impeccabilmente pettinata e truccata. In alcune occasioni indossa un lungo soprabito nero, simile a quello utilizzato nel famoso film Matrix. Nel corso delle prime due stagioni la donna ha l'abitudine di fumare, ma successivamente decide di smettere.

Miss Parker è appassionata di scherma e da piccola sapeva suonare il piano. La sua pistola preferita è una Smith & Wesson 9 mm che tiene sotto il cuscino anche quando dorme. Ha gruppo sanguigno 0, fattore RH negativo. Da piccola aveva un cane di nome "Mr. Sheckle", a cui era molto affezionata. Miss Parker soffre di ulcera, dovuta all'eccessivo stress e alla rabbia repressa, principalmente causati dall'inseguimento di Jarod.

### Antefatti
Miss Parker è la figlia di Catherine Parker e di Mr. Parker, il direttore del Centro. Alla fine del telefilm scopre di essere la figlia biologica di Mr Raines. Da bambina conosce Jarod durante una simulazione sull'attrazione sessuale. Nei felici giorni della sua infanzia trascorsa con Jarod, i due condividono parecchie esperienze, fra le quali il loro primo bacio. La piccola Miss Parker viene sconvolta dall'apparente suicidio della madre, avvenuto in un ascensore del Centro. 

Quando Jarod fugge dal Centro per ritrovare la sua famiglia, Miss Parker viene incaricata di riportarlo nella struttura. In cambio della cattura dell'uomo, Miss Parker avrà finalmente il permesso da Mr. Parker di abbandonare il Centro.

### Personalità
Miss Parker è dipinta come una donna molto ambigua. All'apparenza sembra spietata e senza scrupoli, perfettamente in grado di uccidere qualcuno a sangue freddo e di ostacolare Jarod nella ricerca dei suoi genitori (ad esempio quando brucia una busta in cui si trovano delle informazioni sul passato di Jarod). Sul lavoro è a capo della squadra che insegue Jarod, e i suoi colleghi sono Sydney, lo psicologo che ha cresciuto il simulatore, e Broots, un genio dell'informatica. Con entrambi usa sempre un tono autoritario, lasciando intendere che è lei a capo di questo team di ricerca.
Col passare del tempo si scopre che in realtà Miss Parker ha una personalità fragile e insicura. L'assenza della figura materna e la mancanza di un rapporto emotivo con la famiglia biologica l'hanno segnata profondamente, colmandola di dubbi e costringendola a rimanere al servizio del Centro. Miss Parker, infatti, è stata richiamata all'interno della struttura solo ed esclusivamente per volere del padre, il quale vuole che la figlia stia al suo fianco almeno fino alla cattura definitiva di Jarod. Successivamente, però, Miss Parker decide di rimanere anche per scoprire la verità sul suo passato e sulla morte di sua madre.

## Eventi Principali

### Prima stagione
Miss Parker si presenta ben presto come un'ostinata inseguitrice di Jarod. A differenza di Sydney, che ha dei rimorsi non appena il simulatore scappa dal Centro e inizia a metterlo di fronte alle loro colpe, la corazza di Parker non viene subito scalfita dai tentativi di Jarod di metterla di fronte alla verità. Nonostante questo, Jarod vuole assolutamente far capire all'amica di infanzia che il Centro e suo padre hanno sempre distorto la verità e l'hanno riempita di bugie per anni. Per conquistare la sua fiducia, Jarod la mette di fronte alla verità sulla morte di Catherine, facendole capire che non si è suicidata, ma è stata uccisa perché stava tentando di salvare i bambini rapiti dal Centro, soprattutto lui.

Parker ha un atteggiamento ostile nei confronti di Jarod, che le lascia diversi ricordini, alcuni dei quali piuttosto sgradevoli (ad esempio un campione contenente l'influenza).
Miss Parker è cinica e sarcastica, solo Sydney riesce a calmare la sua vena ironica, ponendola spesso di fronte a dilemmi psicologici che l'attanagliano. Allo stesso tempo, Jarod è quello che la conosce meglio e cerca di far riemergere la "bambina che gli aveva dato il suo primo bacio" in tutti i modi. Jarod le fa anche conoscere Ben Miller, un uomo con cui sua madre aveva avuto una relazione anni prima e che vive nel Maine, dove Catherine era solita passare alcune settimane primaverili ogni anno, fino a che non è morta. È proprio a casa di Ben che Miss Parker scopre le informazioni sui bambini che la madre aveva aiutato a fuggire e sul SL-27, luogo di torture del Centro. La prima stagione si conclude con la scoperta dell'esistenza di Kyle, fratello di Jarod, cresciuto da Raines e addestrato a odiare Catherine Parker. Anche se la donna prova sentimenti contrastanti nei confronti del ragazzo, Kyle le confessa di non essere stato lui a uccidere la madre.

### Seconda stagione
A seguito dei numerosi fallimenti nella missione di inseguimento di Jarod, Miss Parker e la sua squadra vengono "affiancati" dal Signor Lyle, uomo misterioso che dirige il Centro dal momento in cui il Signor Parker è scomparso, e Brigitte, sicaria scaltra e minacciosa almeno quanto Miss Parker. Quando Mr. Parker ricompare, questi ordina alla figlia di uccidere Mr. Lyle, il quale però riesce a fingere la sua morte. Il mistero della seconda stagione ruota intorno alla figura del signor Fenigor, misterioso collaboratore di Catherine che appare in svariati video del passato e che avrebbe aiutato la signora Parker a far scappare i bambini dal Centro. Per contattarlo, Jarod e Parker si incontrano insieme in una banca nella quale vengono presi in ostaggio. È in quest'occasione che entrambi scoprono dell'esistenza delle Schede Rosse, che contengono le informazioni riguardo al passato dei bambini rapiti dal Centro per diventare simulatori. Poco dopo Miss Parker scopre anche di avere un fratello gemello, il quale era stato fatto credere morto dal Signor Raines. Jarod riduce l'identità del fratello a due schede rosse, le quali appartengono rispettivamente ad Angelo e Lyle. In punto di morte, il signor Fenigor rivela alla donna che è stato il padre di Jarod a uccidere sua madre.

### Terza stagione
Miss Parker scopre che suo fratello è proprio Lyle. Ben presto quest'ultimo torna al Centro e riesce a riottenere la fiducia di Mr. Parker, il quale aveva sempre desiderato un figlio maschio. Il signor Parker intrattiene anche una relazione con Brigitte, alla quale Miss Parker si oppone fin dall'inizio. Nonostante l'opposizione della figlia, i due si sposano. Miss Parker trova anche la pistola con cui probabilmente sua madre venne uccisa.
In questo periodo, Parker inizia ad avere una relazione con Thomas Gates, del quale si innamora profondamente. Thomas, tuttavia, è costretto a trasferirsi nell'Oregon, e vorrebbe che Miss Parker andasse con lui. Anche se la donna decide di seguire Thomas, l'uomo viene ucciso dal Centro. Questo è l'avvenimento che dà una svolta alla lealtà di Parker nei confronti del padre e dell'organizzazione per cui lavora. Solo Jarod l'aiuta a scoprire chi abbia ucciso Thomas, e le sta vicino durante le indagini.
A fine stagione, Parker scopre dell'esistenza del progetto Gemini, col quale hanno creato un clone di Jarod. I suoi sentimenti per il ragazzino sono contrastanti: da un lato è disgustata dalle azioni del padre e del Centro, dall'altro è profondamente legata al "nuovo" Jarod, in quanto in lui rivede il bambino del quale era diventata amica quando aveva 11 anni.
Quando il Centro cattura il Maggiore Charles, il padre di Jarod, Parker lo accusa della morte di sua madre. Tuttavia scopre che in realtà non era stato lui a uccidere Catherine, che l'aveva aiutato nel tentativo di salvare Jarod. La pistola gli era infatti stata rubata dal Signor Raines. Nel tentativo di salvare suo padre da un'esecuzione ordinata da Raines, Parker viene colpita alle spalle da un proiettile e rischia di morire.

### Quarta stagione
Nella quarta stagione, Miss Parker scopre che Thomas era stato ucciso da Brigitte, probabilmente su ordine di suo padre. La scoperta del colpevole avviene contemporaneamente al parto di Brigitte, durante il quale la donna muore dando alla luce il bambino del Signor Parker e, quindi, fratello di Miss Parker.
Verso la fine della quarta stagione, Miss Parker scopre che sua madre non era stata uccisa nell'ascensore del Centro, anzi aveva finto la sua morte con l'aiuto del signor Raines per scappare da Mr. Parker, che l'aveva usata come "incubatrice" per creare un bambino dal seme del Maggiore Charles e che avesse il suo "senso interiore" e le capacità speciali di Jarod. Miss Parker ritrova il fratello che condivide con Jarod, al quale è stato dato il nome di Ethan, e scopre che sua madre era stata giustiziata dal Signor Raines dopo la nascita di Ethan. Insieme a Jarod, corre a salvare Ethan da un'esplosione su un treno della metropolitana.

### Il Camaleonte Assassino
Miss Parker è profondamente cambiata da quando ha scoperto il suo senso interiore: la sua voglia di catturare Jarod è notevolmente diminuita, e inizia a sentirsi in colpa, come Sydney, per aver contribuito a rubargli la vita. Inizia ad avere delle visioni su sua madre che le chiede di parlare con suo padre, l'unico a conoscenza di tutti i segreti. Nel primo film, Miss Parker instaura un bel rapporto col fratello Ethan, che l'aiuta a comprendere meglio il suo senso interiore e le salva la vita proprio come nella visione che entrambi hanno avuto. Quando Alex, il camaleonte assassino, rapisce suo padre, Parker corre a salvarlo, ben presto seguita da Jarod. Il Signor Parker rimane ferito gravemente, e finisce in stato catatonico, ma non prima che Alex abbia rivelato alla donna che lui non è veramente suo padre. Miss Parker si dimostra molto preoccupata per il destino di Ethan, sparito dopo averle lasciato una nota mai finita. Lei e Jarod ricevono una foto che ritrae le loro madri insieme e questo porta la donna ad avere sempre più dubbi sulla sua identità e sul suo passato.

### L'isola del fantasma
Il secondo e ultimo film tv segna un cambiamento drastico nella Miss Parker che avevamo sempre visto. La donna è intenzionata a scoprire chi è il suo padre biologico, ma Jarod non sembra disposto ad aiutarla perché non lo sa nemmeno lui. Così Parker parte per una crociata che la guiderà sull'Isola di Carthis, dove rimane intrappolata insieme a Jarod per una notte intera. Qui scopre che un suo antenato, fondatore del Centro, era stato ossessionato per tutta la vita dalle Pergamene di Vespa, sulle quali sembra esserci una maledizione. Il suo bisnonno aveva infatti ucciso la figlia e la moglie e Miss Parker è ossessionata dal fantasma della bambina, nel quale rivede se stessa. Le rivelazioni avute sull'isola la sconvolgono al punto da aprirsi con Jarod per la prima volta nella sua vita da adulta. I due raggiungono un'intimità mai vista prima, arrivando quasi a baciarsi.
Quando il Signor Parker li raggiunge con Raines e Lyle, il gruppo si appresta a tornare a Blue Cove. Parker però scopre, con l'aiuto di Broots e Sydney, che il suo padre biologico potrebbe essere il Signor Raines. La donna rovina i piani dei suoi famigliari e causa, involontariamente, un cambiamento di rotta nelle decisioni di suo padre, che si lancia dall'aereo mentre stanno tornando in America, portando con sé le Pergamene maledette. La vita di Miss Parker è di nuovo a un bivio: Raines la esorta a continuare la caccia a Jarod con maggiore convinzione, ma lei non sembra avere più la forza di farlo e inizia a sentirsi in trappola al Centro. Nella sua ultima telefonata a Jarod, gli rivela che le sarebbe piaciuto sapere se le Pergamene parlavano del loro futuro e gli fa capire che il loro destino è stato deciso per loro anni prima, senza che possano farci niente. Lei continuerà a inseguirlo, e lui continuerà a scappare...

## Relazioni

### Sydney
Miss Parker ha fin dall'inizio un rapporto intenso e affettivo con Sydney. Fin dal primo episodio sappiamo che l'uomo l'ha vista crescere, perché la conosceva quando era "una bambina allegra". In seguito scopriamo che la madre di Miss Parker, Catherine, è morta in un ascensore del Centro, e Sydney è ancora convinto che la donna soffra per la perdita di sua madre. Anche Sydney conosceva bene Catherine, ed era il suo psichiatra. Il rapporto fra i due è cosparso di dialoghi che vagliano le reazioni psicologiche di Miss Parker non solo a ciò che la circonda al Centro e alle verità che scopre di giorno in giorno, ma anche ai messaggi e ai regali che Jarod le lascia. Sydney vorrebbe che la donna si aprisse con lui e si fidasse di confidargli le sue emozioni. Lo psichiatra ha un legame affettivo con Parker: è l'unico che riesca a farla riflettere sulle sue azioni. Quando la donna spara contro Jarod per fargli cadere la busta contenente informazioni sulla sua famiglia, Sydney le fa notare che avrebbe potuto ucciderlo, ma qualcosa l'ha fermata. Lei scansa la risposta emotiva ammettendo di avere solo sbagliato mira. È solo quando Miss Parker e Sydney rimangono bloccati in uno scantinato insieme che la donna si lascia andare ai ricordi della sua infanzia che coinvolgono Sydney. In questo modo scopriamo che l'uomo le è stato vicino come un padre quando Catherine è morta e si è sempre dimostrato gentile e disponibile nei suoi confronti. Sydney allo stesso modo le fa capire di averle sempre voluto bene. Più tardi Miss Parker aiuta Sydney a fingere la morte di Jacob, il gemello di Sydney, con il Centro, e il segreto li unisce ancora di più. Anche durante la segregazione di Parker a Bahia Grande a causa del ciclone Cassandra, Sydney si dimostra preoccupato per lei molto più di suo padre. L'affetto di Miss Parker per Sydney risulta evidente soprattutto quando lo insegue (esortata da Jarod) per fermarlo prima uccida il Dr. Krieg, nazista che aveva fatto esperimenti su lui e il fratello a Dachau. In questa occasione, Miss Parker ammette che Sydney le è stato vicino più di suo padre dopo la morte di Catherine, gli è bastato solo stringerle la mano. La storia di Jacob finisce quando Sydney scopre che il fratello si è risvegliato ma sta morendo e, con l'aiuto di Miss Parker, lo nasconde ancora una volta a Raines per cercare di carpire da lui qualche informazione su Jarod. Ancora una volta Parker si comporta come una figlia nel momento in cui consola Sydney per l'imminente perdita di Jacob. Sydney è l'unico, a parte Jarod, che cerca di far capire a Parker la natura malvagia di Lyle. Viceversa, Parker esorta Sydney a rimanere al Centro anche dopo aver scoperto la verità su Michelle, l'unica donna che abbia amato, e suo figlio Nicholas, che non sapeva nemmeno di avere. La donna è visibilmente sollevata quando convince lo psichiatra a rimanere, lasciando intendere con uno sguardo che senza di lui non potrebbe resistere al Centro.
Sydney e Miss Parker si confidano i rispettivi pensieri e dubbi anche quando scoprono dell'operazione Gemini, ossia dell'esistenza del clone di Jarod. È allo psichiatra che Parker confessa di aver parlato con il ragazzo e di avere un forte legame con lui, tanto da volerlo aiutare a scappare. Sydney la convince anche a parlare col Maggiore Charles, il padre di Jarod, per scoprire se ha davvero ucciso Catherine.
Sydney ha solamente un altro momento difficile, quando si ricorda dell'incidente legato alla sua studentessa Claudia, portatagli via dal Centro. Miss Parker gli sta vicino fino a che non scoprono che in realtà la donna è ancora viva.
In generale il rapporto fra i due è quasi sempre sincero, fino a che Parker non scopre che Sydney era a conoscenza di un segreto legato a Catherine e al fatto che fosse ancora viva dopo la sua presunta morte in ascensore. L'uomo si giustifica dicendo che la madre gli aveva fatto giurare di non dirle niente durante una loro seduta. Nonostante questo, Sydney sta vicino a Miss Parker quando scopre di possedere il dono del "senso interiore" e l'aiuta a svilupparlo per lasciarsi guidare dalle voci che sente.
Sydney è stato fondamentalmente il padre che Miss Parker avrebbe voluto avere: disponibile e presente, a differenza di Mr. Parker, che l'ha sempre riempita di bugie per nasconderle la verità sul Centro.

### Broots
Inizialmente Miss Parker non sembra in buoni rapporti con Broots: lo insulta spesso pesantemente e gli lancia spesso battutine sarcastiche, molte delle quali volte a sottolineare la sua calvizie o la sua mancanza di una vita sociale e privata da quando ha divorziato. Nonostante questo, nel prosieguo della serie, Miss Parker dimostra di voler bene al collega: afferma che Broots è quasi come un fratello per lei, e si ritrova anche a fare anche da baby-sitter alla figlia di Broots (Debbie), imparando così qualcosa di più su se stessa. In un'occasione difende Broots da Brigitte dicendole: «Se punti una pistola contro di me, non c'è problema, so che non avresti mai il fegato, ma la prossima volta che te la prendi con uno della mia squadra, ti pianto una pallottola in quel caschetto biondo», confermando così l'affetto nei confronti del suo collaboratore.
Il rapporto fra i due ha dei risvolti esilaranti quando Broots si prende una cotta per lei e inizia addirittura ad avere delle fantasie erotiche che la coinvolgono. Ovviamente Parker respinge le sue avance non appena si accorge dei tentativi vani di Broots di provarci con lei.

### Thomas Gates
Miss Parker conosce Thomas durante una sosta a una stazione di servizio. Anche se all'inizio è spaventata all'idea di uscire con lui, decide di dare una possibilità alla sua vita al di fuori dal Centro. Anche Jarod sembra spingerla a cercare la felicità e a non permettere al Centro di controllare il suo futuro. Nonostante gli alti e bassi dovuti alle bugie raccontate da Parker e al fatto che non può rivelare a Thomas la verità sul suo impiego, i due intraprendono una relazione seria e si innamorano. Thomas è un uomo dolce e comprensivo ed è molto devoto a Miss Parker. La aiuta anche ad affrontare il ricordo di sua madre quando, facendo delle riparazioni in casa sua, scopre lo studio di Catherine dietro a un muro, fatto innalzare da Miss Parker per non dovere entrare più in quella stanza. Il suo lavoro di carpentiere lo porta ad acquistare una casa in Oregon, dove potrà restaurarla per sé e Parker, e vorrebbe che lei andasse con lui. La donna rompe la loro relazione per paura, ma ancora una volta è Jarod a spingerla a fidarsi di Thomas, che vuole solo portarla via dal Centro, proprio come voleva fare sua madre. Miss Parker ottiene apparentemente la benedizione di suo padre e Lyle e decide di partire, ma Thomas viene ucciso prima che possano farlo. Parker è distrutta dalla morte dell'unico uomo che abbia amato, così è Jarod a metterla sulla pista da seguire, a farle capire che dovrà guardarsi intorno per scoprire quei "pezzi mancanti" che l'aiuteranno a trovare l'assassino di Tommy. Dopo svariate indagini, l'ultimo legame con chi del Centro aveva pagato per uccidere Thomas Gates, viene spezzato. Parker decide che aspetterà per vendicarlo. Un anno dopo la sua morte, è nuovamente Jarod ad aiutarla a riaprire quella ferita dolorosa e insieme scoprono che Brigitte era stata l'assassina materiale di Thomas, ma che probabilmente l'ordine era arrivato dall'alto, forse proprio dal Signor Parker. È durante l'anniversario che Miss Parker scopre che Jarod e Thomas si conoscevano prima che lui le chiedesse di uscire. La cosa la fa sentire in parte in collera col simulatore, che le ha mentito per più di un anno, ma soprattutto più legata a Jarod, che ha compiuto il gesto altruista di farle conoscere un uomo tanto dolce e generoso. A Jarod confida anche il suo rammarico di non essere riuscita a dire a Thomas che lo amava quando era ancora vivo.

### Jarod
È il 7 ottobre del 1969 quando Jarod e Miss Parker si vedono, ancora bambini, per la prima volta. Il loro incontro è frutto di un esperimento voluto dal Centro, e avviene sotto il controllo dei dottori e di Sydney. I due bambini sono separati da un vetro, eppure, pur non potendo avvicinarsi, trovano il modo di instaurare un contatto. Il giorno dopo Jarod le confessa che ha potuto immaginarsi il tocco della pelle nella sua mente, poi i due bambini si sfiorano le mani. È allora che Miss Parker rivela il suo segreto più grande a Jarod, il suo vero nome. Un po' di tempo dopo, i due arrivano anche a scambiarsi il primo bacio.
L'amicizia infantile di Jarod e Miss Parker è in realtà costellata da avvenimenti traumatici, come la perdita di Catherine Parker e di Faith. Anche se sono giovani, i due si comportano da adulti e vivono questo legame in modo quasi adolescenziale. Jarod è protettivo nei confronti di Miss Parker e la consola quando ha bisogno di conforto, ricavandone a sua volta. La mancanza della figura materna nella vita di entrambi è la base della nascita di questo forte senso di unione. I due si incontrano spesso e di nascosto, a volte unendosi anche al piccolo Angelo. Insieme i tre trovano Faith e le stanno vicini nel momento della sua morte.
Improvvisamente, però, qualcosa cambia: Miss Parker viene mandata a studiare all'estero da suo padre e dimentica tutto ciò che aveva contraddistinto la sua infanzia. Raggirata dalle bugie del Signor Parker, la donna ritorna al Centro solo nel 1996, decisa a portare a termine il suo compito e catturare il suo amico d'infanzia. La donna sembra disprezzare Jarod, per il quale usa spesso termini che lo accomunano a "mostri" e "cavie da laboratorio". Forse per aiutarla a stargli alle costole, forse anche un po' per divertimento, Jarod lascia alle sue spalle una scia di ricordini più o meno assurdi. Ogni volta che il simulatore si appassiona a un nuovo oggetto, fa in modo di abbandonarne un'ingente quantità per i suoi inseguitori, che sono sempre un passo dietro a lui. Numerose sono le volte in cui vediamo Jarod umiliare Miss Parker ed eludere la cattura all'ultimo secondo. Momenti memorabili sono la sua fuga a Las Vegas, quando Jarod la fa perquisire facendo credere alla sorveglianza che sia una truffatrice, oppure l'influenza in campione che il simulatore abbandona per lei su un vetrino di laboratorio.
In realtà Jarod le fa anche dei regali graditi: per il primo Natale che passa lontano dal Centro le fa avere un coniglio bianco, perché si ricorda di quanto le piacessero da piccola, e la donna ne rimane estasiata.
L'atteggiamento di Miss Parker incomincia a cambiare soprattutto a partire dall'episodio La prima volta di Jarod: nel momento in cui si rende conto che il simulatore è affascinato da un'altra donna, tornano a galla tutti i suoi ricordi di bambina e si trova anche a essere gelosa di Nia Pedron.
Che vi sia un'attrazione latente fra i due personaggi è evidente anche in Il ciclone Cassandra, episodio chiave del telefilm. Parker e Jarod rimangono bloccati a Bahia Grande durante un uragano e vengono intrappolati dal folle Efram Bartlett, criminale che Jarod stava cercando di assicurare alla giustizia. In questo frangente hanno modo di confrontarsi sul passato e sulla morte di Catherine, che stava aiutando Jarod a scappare dal Centro prima che la uccidessero. Dopo aver salvato la vita di Parker, lei gli chiede perché l'abbia fatto e lui le confessa «Perché ricordo ancora quella ragazzina che mi ha dato il mio primo bacio.». Lo sconvolgimento della donna è dettato in parte dal fatto che non vuole lasciarsi andare ai sentimenti, in parte dal sentimento di odio che prova perché sua madre è morta proprio perché stava tentando di salvare Jarod.
La seconda serie è quella in cui i due personaggi si avvicinano maggiormente. A iniziare da quando Jarod mette di nuovo Miss Parker sulle tracce di Ben Miller, facendole venire il dubbio che l'uomo sia il suo padre biologico. Durante la crisi di Sydney, deciso a vendicarsi del Dr. Krieg, Jarod chiama Miss Parker e la invita ad aiutare il loro comune amico, premendo affinché lo faccia da sola e tenendo all'oscuro il Centro. Ancora una volta Miss Parker lo ascolta e dà ragione al suo istinto, più che alla ragione. Più tardi Jarod mette Miss Parker di fronte alla cruda verità del motivo per cui Angelo è diventato così, ossia le torture subite a opera del Signor Raines, senza che Catherine potesse fare nulla per aiutarlo. La mette anche sulle tracce del fantomatico Mr. Fenigor, uomo che doveva aiutare la signora Parker a sparire, ma che è scomparso a sua volta. Il senso di colpa per ciò che è successo ad Angelo è un elemento chiave di questa stagione, per entrambi. La prima volta in cui ci rendiamo conto che Miss Parker prova davvero dei sentimenti per Jarod è nell'episodio Jarod gigolò: il simulatore scrive un libro romantico che descrive il loro rapporto e Miss Parker ne rimane molto colpita. Quando i due si sentono per San Valentino, Jarod le manda addirittura un dolce col quale le chiede Be my Valentine (tipica frase inglese che caratterizza la festa degli innamorati). Entrambi provano evidentemente dei sentimenti l'uno per l'altra. Jarod è quello che prova a farli affiorare dalla corazza di Miss Parker, mentre lei è cerca di tenerli nascosti perché sa che per loro non potrebbe mai esserci un futuro, vista la situazione.
Nonostante l'odio che Jarod prova per Mr. Parker, il simulatore aiuta anche la donna a salvare la vita al padre quando Brigitte organizza un attentato per farlo fuori. Durante l'episodio Caramelle con sorpresa, Miss Parker ringrazia sinceramente Jarod per l'aiuto e i due parlano ancora una volta di Catherine, visto che è l'anniversario della sua morte. È la prima volta che Jarod la chiama al telefono ma è anche presente al cimitero per gustarsi la sua reazione al pensiero che le ha lasciato, un messaggio in cui le ricorda che "la voce di sua madre è dentro di lei". Ancora una volta un gesto d'affetto che fa capire a Miss Parker quanto il simulatore tenga ancora alla sua amica d'infanzia.
Nell'episodio Miss Parker lascia intendere quanto Jarod l'abbia influenzata emozionalmente da quando è scappato dal Centro. È evidente che il loro non è solo un legame fra una "cacciatrice" e una "preda", e Parker lo manifesta quando si ricorda i momenti più teneri vissuti con Jarod.
L'apice della seconda stagione arriva quando Jarod e Miss Parker vengono presi come ostaggi nella banca in cui dovrebbero incontrare il signor Fenigor. I due sono costretti a unire le forze per liberarsi dei rapinatori, ma anche per salvare la vita dell'anziano che potrebbe conoscere i segreti del loro passato. Jarod ne approfitta per mettere Parker di fronte alle menzogne di suo padre e lei, forse per la prima volta, capisce che deve imparare a fidarsi di lui e, al contrario, a non credere a ciò che il padre le vuole mettere in testa.
Alla fine della stagione, nell'episodio Legami di sangue (2ª parte), Miss Parker trova Jarod e Angelo mentre stanno cercando di aiutare il giovane Davey Simpkins che rischia di fare la fine di Angelo perché torturato da Raines. Jarod è pronto a confessarle di aver ristretto l'identità del suo fratello gemello - precedentemente creduto morto - a due Schede Rosse. Miss Parker vive attimi di panico quando si chiede se una delle due schede sia quella di Jarod, ma lui è evidentemente compiaciuto nel dirle che non è suo fratello. Sempre in questo episodio Parker sembra quasi felice di vedere Jarod scappare con il piccolo Davey, in quanto si rende conto dell'importanza che avrà per il bambino vivere lontano dal Centro. Ma se tutti si aspettavano di vedere finalmente un cambiamento nella relazione fra i due, dettato da tutte le esperienze vissute insieme in questi episodi, in realtà non è andata così. Quando Mr. Fenigor rivela che il padre di Jarod ha ucciso Catherine, tutto ciò che di buono era rinato fra i due amici di infanzia, sparisce di colpo e Miss Parker torna a riversare il suo odio per l'assassino di sua madre nei confronti di Jarod.
La terza stagione vede Miss Parker allontanarsi di nuovo dal simulatore, che a sua volta ha un'altra esperienza amorosa che, però, finisce male. Proprio questo avvenimento lo spinge a riflettere sulla natura delle persone e a ricordare ciò che Catherine Parker diceva: La fiducia può ucciderti o renderti libero. È una delle lezioni che vorrebbe insegnare a Parker, che sta ancora una volta compiendo l'errore di fidarsi del padre e di Lyle, invece che di Jarod.
Sempre Jarod aiuta Miss Parker a scoprire che suo padre intrattiene una relazione con Brigitte e ha intenzione di sposarla. I due hanno un paio di conversazioni divertenti sull'argomento, e sembrano quasi parlarne come due vecchi amici.
Miss Parker ha un nuovo moto di affetto nei confronti di Jarod quando parla con una delle persone che ha aiutato, un ragazzino al quale ha donato il cuore di Kyle, suo fratello ucciso da Lyle. La donna manifesta le sue emozioni anche davanti a Sydney e si dimostra decisa a trovare Jarod prima che possa farlo qualcun altro e, magari, fargli del male. La vera evoluzione nel loro rapporto di questa stagione si ha quando Miss Parker incontra Thomas Gates. Pur non essendo a conoscenza del fatto che Jarod in realtà conosce Tommy da tempo, si lascia inconsciamente guidare dai suoi consigli, soprattutto quando la esorta a non permettere al Centro di lasciarsi portare via la felicità. Ed è sempre Jarod a convincerla a dare una chance al suo rapporto con Thomas quando il carpentiere la invita a partire con lui.
Un bel momento fra i due si ha quando entrambi rischiano di morire in uno degli episodi più toccanti della serie, Tra la vita e la morte, nel quale si confrontano su un argomento toccante, la morte della piccola Faith, sorella adottiva di Miss Parker. Entrambi pensano molto alla bambina e ricordano i momenti vissuti insieme al Centro a vegliare su di lei mentre moriva.
Quando Thomas muore, Jarod capisce che è l'unico che può dare una mano a Parker per scoprire il vero assassino. Fa di tutto per aiutarla, e arriva addirittura a incontrarla per darle degli indizi fondamentali. Prima si vedono in un bar, dove lei si sta ubriacando per la disperazione, poi in un deposito di auto, dove hanno un incontro quasi normale, durante il quale finalmente Parker capisce la vera natura del Centro, capace di portare via da loro le persone che amano. Jarod le regala anche un mosaico fatto di pezzi di vetro che la raffigura senza il cuore, dimostrando di saperle leggere dentro e intuire perfettamente ciò che sta passando.
Ancora una volta è un finale di stagione a farci intuire quanto Miss Parker tenga davvero a Jarod. Nel momento in cui scopre il suo clone, ci va a parlare e gli confessa che desidera aiutarlo perché quando lo vede si ricorda di un ragazzo che conosceva da piccola, che era identico a lui e al quale voleva bene, anche se non gliel'ha mai confessato. Dimostrando che va in suo aiuto ogni volta che è in pericolo, spesso anche mettendo a repentaglio la sua stessa vita, Jarod cerca di salvare Miss Parker quando viene colpita da un colpo di pistola durante la fuga di suo padre e del suo clone. Invece che scappare con lui, il simulatore rimane al fianco della donna nel momento del bisogno.
Durante la quarta stagione il legame fra Jarod e Miss Parker è abbastanza marginale, i due si sentono soprattutto per parlare di Lyle e delle sue attività illegali che coinvolgono giovani donne asiatiche. In generale Jarod vorrebbe metterla in guardia su suo fratello e anche invitarla a tenerlo d'occhio. Tuttavia, a un anno dalla morte di Thomas, Jarod torna ancora una volta ad aiutare Miss Parker a scoprire chi aveva ucciso l'uomo che amava. Con una differenza: le confessa che anche lui conosceva Tommy, e anzi è stato proprio lui a farli incontrare. Questo mette Parker ancora una volta di fronte alla verità: Jarod ha sempre tenuto a lei, anche al punto da farla innamorare di un altro uomo.
Più avanti il folle Bartlett torna a farsi sentire e manda a monte i piani di Jarod durante una sua "simulazione". Parker, Sydney e Broots devono trovarlo prima di Bartlett e Angelo li aiuta a capire chi è che lo sta mettendo in pericolo. Per tutto l'episodio la donna manifesta la sua ansia per Jarod e il panico all'idea che Bartlett possa ucciderlo prima che lo trovino loro. E ancora una volta indugia sui ricordi di quei due piccoli bambini che si erano scambiati il primo bacio.
Verso la fine della stagione Jarod rivela un'altra enorme verità a Parker: Catherine non è davvero sepolta nella sua tomba e potrebbe essere ancora viva. La loro conversazione telefonica dimostra quanto la donna sia in realtà vulnerabile e fragile ogni volta che si tira in ballo l'argomento. Jarod la invita a continuare a cercare la verità.
Negli ultimi episodi della stagione, Jarod e Parker scoprono di avere un fratello in comune, Ethan (figlio di Catherine e del Maggiore Charles). Questa è la vera svolta nella loro "relazione": la scoperta di avere un pezzo di famiglia insieme li porta a collaborare per trovare Ethan e salvarlo dall'influenza di Raines. I tre si trovano a sopravvivere per un soffio a un'esplosione nella metropolitana, poi devono combattere contro un nemico del passato, Alex, un altro simulatore fuggito dal Centro.
Più avanti i due scoprono che le loro madri si conoscevano, e la ricerca della verità li conduce sull'Isola di Carthis, al largo della Scozia. Lì i loro legami comuni li portano ad affrontare antiche maledizioni e oscuri presagi, e ad avvicinarsi come mai prima. Nel momento di sconforto che segue la scoperta della vera natura della famiglia Parker, i due arrivano quasi a baciarsi. Alla fine, tuttavia, Miss Parker lascia che Jarod sia portato via dagli uomini del Centro e più tardi ignora le sue suppliche quando la implora di dare una svolta alla sua vita e ammettere i suoi sentimenti per lui. Anche se Jarod riesce a scappare, Parker viene reintegrata nel suo incarico: dovrà tornare a dargli la caccia.
L'ultima telefonata fra loro è molto diversa da tutte le altre: non ci sono insulti o battute, come sempre, ma solo un forte senso di tristezza. La donna piange per il futuro a cui sono destinati e spiega che continuerà a dargli la caccia mentre lui scapperà. Nonostante ciò, gli augura buona fortuna nel suo viaggio per trovare sua madre.
Il rapporto fra Miss Parker e Jarod è "complicato", come sottolinea anche lui quando i due vengono presi come ostaggi insieme a Mr. Fenigor. Nonostante non sia mai sfociato in una relazione fisica, il legame platonico fra Jarod e Miss Parker è uno dei meglio riusciti della televisione. Non bisogna lasciarsi ingannare dal fatto che non siano mai riusciti a scambiarsi nemmeno un bacio (da adulti), perché l'attrazione sopita e il profondo legame fra i due è sempre stato evidente per tutto lo show. La vena sarcastica e cinica di Parker si rispecchia nel lato più folle e ironico di Jarod, così come la vulnerabilità della donna quando si parla di sua madre Catherine ha il suo contraltare nel forte desiderio di Jarod di ritrovare la sua famiglia. I due personaggi sono molto simili e ciò li rende la coppia perfetta: sono nati per stare insieme, ma non potranno mai farlo finché il Centro esisterà.

## Abilità
Miss Parker è dotata di una grande intelligenza tattica e strategica ed è un'esperta in svariate tecniche di spionaggio, molte delle quali apprese al Centro. Parla correttamente giapponese e ucraino. Oltretutto è in grado di utilizzare qualsiasi tipologia di arma, e dimostra di avere una mira praticamente infallibile. Come sua madre e suo fratello Ethan, Miss Parker possiede il "senso interiore", una specie di sesto senso, che si manifesta sotto forma di voci interiori che guidano la donna nel prendere decisioni. Miss Parker non dà mai segno di possedere questa speciale dote, almeno fino alla puntata finale della quarta serie, quando comincia ad avere delle visioni su sua madre e sul suo passato.

## Ipotesi sul nome
Il nome di battesimo del personaggio di Miss Parker non è mai stato rivelato. Alcuni fan hanno ipotizzato che potesse essere Monica, poiché in un episodio sembra essere chiamata così da un suo vecchio fidanzato del liceo. In realtà l'uomo la chiama Parker, con un accento italiano. Nell'episodio di Natale della prima stagione, Nemmeno un cane (Not Even a Dog), mentre Miss Parker si ricorda di quando da piccola apriva alcune scatole contenenti addobbi natalizi, ne compare uno riportante la scritta "To: Mom / Merry / Christmas / Love, M.P. / 1969". Ciò potrebbe indicare che il nome di Miss Parker inizi proprio con la lettera "M". Tuttavia, questa potrebbe essere semplicemente una scelta umoristica degli scrittori per indicare che "Miss" viene così frequentemente usato per il personaggio che è praticamente diventato il suo primo nome.